# Одрейн (окръг, Мисури)
Окръг Одрейн (на английски: Audrain County) е окръг в щата Мисури, Съединени американски щати. Площта му е 1805 km², а населението - 25 853 души (2000). Административен център е град Мексико.